# Frontière entre l'Arabie saoudite et l'Égypte

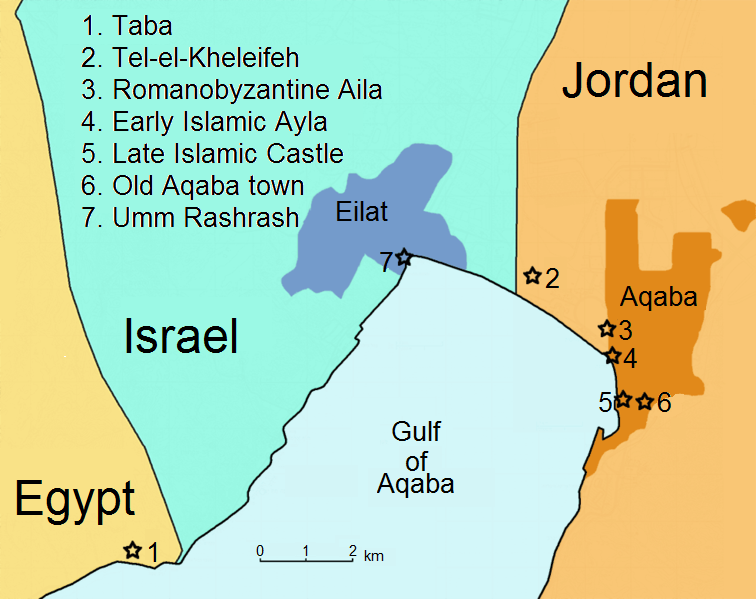
Villes et frontières au nord du golfe d'Aqaba

La frontière entre l'Arabie saoudite et l'Égypte consiste en un segment maritime situé au milieu de la Mer Rouge jusque dans le Golfe d'Aqaba. 

## Histoire
La délimitation de cette frontière est définie par 61 points énumérés dans l'« Accord sur la frontière maritime entre le royaume d'Arabie saoudite et la République arabe d'Égypte sur la délimitation de la zone économique exclusive », un traité signé le 7 avril 2016 par le ministre de la Défense saoudien Mohammed ben Salmane Al Saoud et le premier ministre égyptien Chérif Ismaïl.
Le tracé s'arrête au 22e parallèle nord aligné sur la frontière entre l'Égypte et le Soudan.
En août 2018, les autorités égyptiennes ouvrent ses frontières à la porte de Rafah pour permettre aux pèlerins palestiniens de se rendre à la Mecque en empruntant la route qui mène à la frontière entre l'Égypte et l'Arabie saoudite.

## Îles de Tiran et Sanafir
La frontière passe au niveau du détroit de Tiran en accordant de façon officielle la souveraineté saoudienne sur les îles de Île de Tiran et Sanafir, cet accord ayant entrainé le 21 juin 2016 une annulation par une cour administrative égyptienne de la signature de l'accord bilatéral. Le Parlement égyptien avalise le transfert des îles le 14 juin 2017, qui sont restituées le 24 juin 2017 à l'Arabie saoudite, cet acte de rétrocession ayant été rendu officiel par le président égyptien Abdel Fattah al-Sissi. Le 3 mars 2018, la décision est validée par la Cour constitutionnelle suprême. Dans la foulée, les deux pays signent un accord qui prévoit une aide saoudienne de $10 milliards à l'Égypte pour la réalisation du projet Neom dont les plans s'étendent sur les deux pays.